# 雪莉 (緬因州)
雪莉（英語：Shirley）是一個位於美國緬因州皮斯卡特奎斯縣的鎮。

## 人口
根據2020年美國人口普查的數據，雪莉的面積為140.22平方千米，當中陸地面積為138.07平方千米，而水域面積為2.15平方千米。當地共有人口251人，而人口密度為每平方千米2人。